# Cantón de Dompaire
El cantón de Dompaire era una división administrativa francesa, que estaba situada en el departamento de Vosgos y la región de Lorena.

## Composición
El cantón estaba formado por treinta comunas:
- Ahéville
- Bainville-aux-Saules
- Bazegney
- Begnécourt
- Bettegney-Saint-Brice
- Bocquegney
- Bouxières-aux-Bois
- Bouzemont
- Circourt
- Damas-et-Bettegney
- Derbamont
- Dompaire
- Gelvécourt-et-Adompt
- Gorhey
- Gugney-aux-Aulx
- Hagécourt
- Harol
- Hennecourt
- Jorxey
- Légéville-et-Bonfays
- Les Ableuvenettes
- Madegney
- Madonne-et-Lamerey
- Maroncourt
- Racécourt
- Regney
- Saint-Vallier
- Vaubexy
- Velotte-et-Tatignécourt
- Ville-sur-Illon

## Supresión del cantón de Dompaire
En aplicación del Decreto nº 2014-268 de 27 de febrero de 2014, el cantón de Dompaire fue suprimido el 22 de marzo de 2015 y sus 30 comunas pasaron a formar parte; veintidós del nuevo cantón de Darney y ocho del nuevo cantón de Charmes.